# Список генеральних консулів КНР у Флоренції
Нижче наведений список генеральних консулів Китайської Народної Республіки у Флоренції, Італія.

## Список

### 1993-1998
21 червня 1993 року було офіційно відкрито Консульський відділ Посольства КНР в Італії у Флоренції.
| Генеральний консул | Дата призначення | Дата звільнення |
| ------------------ | ---------------- | --------------- |
| Лінь Ґоцін         | 1993             | 1997            |
| Лін Менлян         | 1997             | 1998            |

### З 1998
3 листопада 1997 року між Італією та Китаєм була досягнута домовленість про відкриття Генерального консульства КНР у Флоренції, яке було офіційно відкрито 1 червня 1998 року.
| Генеральний консул | Дата призначення | Дата вступу на посаду | Дата звільнення |
| ------------------ | ---------------- | --------------------- | --------------- |
| Чжу Ціґуй          | Березень 1998    |                       | Лютий 2002      |
| Лі Жуньфу          | Березень 2002    |                       | Квітень 2007    |
| Ґу Хунлінь         | Квітень 2007     |                       | Квітень 2010    |
| Чжоу Юньці         | Травень 2010     |                       | Жовтень 2012    |
| Ван Сінься         | Листопад 2012    | Листопад 2012         | Жовтень 2014    |
| Ван Фуґо           | Листопад 2014    | Листопад 2014         | Квітень 2019    |
| Ван Веньґан        | Травень 2019     | Травень 2019          |                 |